# Лайнбах
Лайнбах (нем. Leinbach) — река в Германии, протекает по земле Рейнланд-Пфальц.
Площадь бассейна реки составляет 37,344 км². Длина реки — 14,29 км. Высота истока — 295 м над уровнем моря. Высота устья — 227 м над уровнем моря.
Река получила своё название в Средние века от нем. Leinbaum — немецкого слова, обозначавшего две различных породы деревьев: клён остролистный и липу крупнолистную, которые часто росли по берегам здешних рек. В различных средневековых текстах река упоминается под названиями Limbach, Limpach, Lynbach, Linbach и Leymbach.